# 그리스도 형제 연합교회
그리스도 형제 연합교회(Church of the United Brethren in Christ)는 미국의 복음주의 개신교 교회이다. 직제는 주교제이며 18세기 미국으로 이주한 독일 개혁교회 공동체에 뿌리를 두고 있다. 급진적 경건주의의 영향을 받았다.